# 维莱塞尔奈
维莱塞尔奈（法語：Villers-Cernay，法語發音：[vilɛʁ sɛʁnɛ]）是法国阿登省的一个旧市镇，属于色当区。2017年1月1日，维莱塞尔奈与市镇巴泽耶、吕贝库尔和拉梅库尔合并为新的巴泽耶。

## 地理
维莱塞尔奈（49°43'2"N, 5°1'53"E）面积22.15 平方千米，位于法国大東部大區阿登省，该省份为法国北部内陆省份，西接埃纳省，南至马恩省，东临默兹省，北与比利时接壤。
与维莱塞尔奈接壤的市镇（或旧市镇、城区）包括：拉沙佩勒、代尼、弗朗舍瓦勒、日沃讷、吕贝库尔和拉梅库尔、布永。
维莱塞尔奈的时区为UTC+01:00、UTC+02:00（夏令时）。

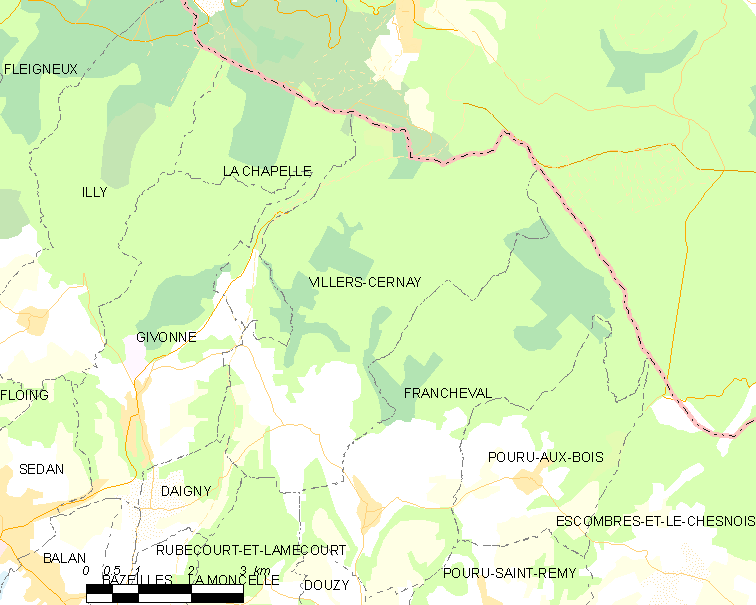
维莱塞尔奈的OSM定位图

## 行政
维莱塞尔奈的邮政编码为08140，INSEE市镇编码为08475。

## 政治
维莱塞尔奈所属的省级选区为色当第三县。

## 人口

1962-2008年间维莱塞尔奈人口变化图示

维莱塞尔奈于2018年1月1日时的人口数量为340人。